# Marcia Zuckermann
Marcia Zuckermann (* 4. Mai 1947 in Berlin) ist eine deutsche Redakteurin und Schriftstellerin.
Zuckermann wuchs in Ost-Berlin auf, floh 1958 mit den Eltern nach West-Berlin. Nach der Schulzeit verbrachte sie ihre "Lehr- und Wanderjahre" in London, Paris, Barcelona und New York. Sie arbeitet, nach zahlreichen anderen Jobs, als freie Journalistin für Print, Funk und Fernsehen. Ab 1993 lebte sie sieben Jahre in Spanien und arbeitete als Reise-Journalistin für eine deutsch-spanische Verlagsgruppe mit dem Schwerpunkt Reiseland Spanien. Seit 2001 lebt sie wieder in Berlin und arbeitet als freiberufliche Schriftstellerin.
Der Roman Das vereinigte Paradies. Nachrichten vom West-östlichen Divan erzählt zwei skurril vertrackte ost-westliche Liebesgeschichten im Berlin der Wendezeit und präsentiert so ein Bild dieser Epoche. Es geht nicht nur um "Ossis und Wessis, vereint in Beziehungskisten", sondern auch um Vereinigungskriminalität, Stasi, alte und neue Russenszene, Randexistenz, das bodenständige Berliner "Milljöh" und den Abgesang auf die ehemalige Stadt West-Berlin.
Ihr zweiter Roman "Mischpoke!" erzählt nach angeblich authentischen Begebenheiten aus ihrer Familie über hundert Jahre deutsche Geschichte aus Sicht der Opposition von der Kaiserzeit bis zur DDR und greift dabei auf bis zu vier Jahrhunderte alte Familienlegenden zurück. Die Rahmengeschichte ist in der Gegenwart angesiedelt und gibt Auskunft über die Verfassheit der Shoa Nachgeborenen.

## Werke
- Das vereinigte Paradies – Nachrichten vom ost-westlichen Divan, dtv, München 1999, ISBN 3-423-24186-1
- Dressed to Chill in Ulrike Ostermeyer (Hrsg.), Sophie Zeitz  (Hrsg.): West Östliche Diven, dtv, München 2000, ISBN 3-423-24226-4
- Mischpoke! Ein Familienroman Frankfurter Verlagsanstalt, Frankfurt 2016, 448 S, ISBN 978-3-62700229-9
- Schlamassel! Ein Familienroman Frankfurter Verlagsanstalt, Frankfurt 2021

| Personendaten    | Personendaten                             |
| ---------------- | ----------------------------------------- |
| NAME             | Zuckermann, Marcia                        |
| KURZBESCHREIBUNG | deutsche Redakteurin und Schriftstellerin |
| GEBURTSDATUM     | 4. Mai 1947                               |
| GEBURTSORT       | Berlin                                    |